# Martine Birobent
 (juillet 2021).
Martine Birobent (née le 11 octobre 1955 à Mont-de-Marsan en France et décédée le 30 mars 2016 à Asbestos au Canada) est une artiste canadienne (québécoise) autodidacte, associée aux courants de l'art brut, hors-normes et Art outsider.

## Biographie
Arrivée au Québec en 1980, elle s'établit dans le quartier montréalais du Plateau Mont-Royal. En 2011, elle quitte Montréal pour co-fonder La Galerie des nanas à Danville en Estrie.
En janvier 2016, Martine Birobent reçoit un diagnostic de cancer du poumon en phase terminale. Elle sera la première résidente de la MRC des Sources à se prévaloir de l'aide médicale à mourir en vigueur dans la province de Québec. 

## Son œuvre
L'œuvre de Martine Birobent est à caractère autobiographique et est associée à une panoplie de techniques et médiums : peinture, sculpture de résine, sculpture d'assemblage en bois, assemblages de poupées et d'objets trouvés, tricot et crochet, mosaïque, béton.

## Expositions
Entre 2013 et 2016, Martine Birobent a été artiste-invitée en résidence à la 5e Biennale Hors-Normes de Lyon (2013) et artiste-invitée en résidence à la Biennale Out Of The Box de Genève (2015). Elle est la première artiste québécoise à avoir exposé à la Outsider Art Fair de Paris (2015) et de New-York (2014 et 2016). Martine Birobent a participé à titre posthume à l'exposition Attention : état brut ! présentée à la Chapelle historique du Bon-Pasteur, maison de la culture de l'arrondissement Ville-Marie, de Montréal, du 28 septembre au 5 novembre 2017. Cette exposition réunissait plusieurs autres artistes hors-norme du Québec, d'Europe et des États-Unis, notamment Daniel Erban ou Danielle Jacqui.